# 錦綉花園大道
22°28′24.87″N 114°3′0.756″E / 22.4735750°N 114.05021000°E
錦綉花園大道（英語：Fairview Park Boulevard，簡稱錦綉大道）是香港新界元朗區的一條行車道路，於1970年代中建成，為錦綉花園所持有的私家路，由錦綉花園業主私人物業管理及獨力出資維修。道路東南與新田公路交匯，西北則在錦壆路交界連接錦綉大道南。
長久以來，業主將錦綉花園大道的行使權售予錦綉花園物業管理公司，並開放給公眾及村民使用。因此每日途經錦綉花園大道的車輛極多，包括長度七米及以上的貨櫃車、運淡水魚貨車、屋苑巴士、腳踏車，及建築工程車等。

## 大道通行權
錦綉花園大道通行權爭議自90年代後期已經發生，至2009年3月19日結束，原因是因為屬於私家路的錦綉花園大道經常出現大量來自露天貨倉的貨車出入。有居民指，過去十多年一直有貨櫃車佔用，造成噪音、環保及交通安全問題，錦綉花園居民也需要負擔沉重的道路維修費用，爭議更引起衝突，經政府及行政會議成員兼鄉議局主席劉皇發斡旋下解決。

## 交通
- 巴士服務：NR93 錦綉花園 至 元朗安信街&
- 巴士服務：NR94 錦綉花園 至 上水站&
- 巴士服務：NR91 錦綉花園 至 灣仔六國中心%
- 巴士服務：NR92 錦綉花園 至 荃灣%
- 巴士服務：NR936 錦綉花園 至 紅磡香港體育館%
- 巴士服務：NR948 錦綉花園 至 青衣站^
- 小巴服務：36 大生圍鄉公所 至 元朗（褔康街）

&全日行駛 5:55am - 12:45am

%只於繁忙時間行駛

^只作有限度全日服務

## 鄰近建築
- 錦壆路
- 錦繡花園迴旋處
- 新田公路
- 加州花園

## 外部連結
- 錦繡花園居民不滿政府鵪鶉，發起百人封錦綉花園大道，對峙8小時 （页面存档备份，存于）